# Єгорка
«Єгорка» (рос. «Егорка») — радянський художній фільм 1984 року кінооператора Олександра Яновського за мотивами однойменної повісті Петра Гаврилова.

## Сюжет
Військові моряки рятують ведмедика, якого винесла в море сильна буря. Матроси з задоволенням грають зі звіром, який отримав ім'я Єгорка, поки боцман не приймає рішення відправити ведмедика в зоопарк. Опинившись на березі, Єгорка стає випадковим помічником в затриманні шпигуна прикордонним патрулем. Отримавшого поранення ведмедика доводиться відправити до лікарів. Але врешті-решт він повертається в свій ліс. Коли сторожовий катер відпливає, Єгорка, що стоїть на березі, піднімає лапу, віддаючи військове вітання.

## У ролях
- Михайло Пуговкін —  боцман Топорщук
- Геннадій Фролов —  кок Наливайко
- Геннадій Воронін —  командир корабля, капітан II рангу
- Олексій Весьолкін —  матрос Шуткін
- Андрій Костякін —  моторист Сорокін
- Ігор Савкін —  матрос Соломакін
- Ігор Золотовицький —  гідроакустик Рибаков
- Анатолій Іванов —  радист Клюєв
- Борис Гітін —  людина зі шхуни
- Олександр Балуєв —  командир прикордонного катера
- Ігор Бочкін —  сигнальщик прикордонного катера
- Сергій Бобров —  онук боцмана
- Сергій Десницький —  військовий лікар

## Знімальна група
- Автор сценарію: Петро Гаврилов, Всеволод Єгоров
- Режисер: Олександр Яновський
- Оператор: Михайло Роговий
- Художник: Михайло Гараканідзе
- Композитор: Євген Крилатов